# Lucicutia sarsi
Lucicutia sarsi is een eenoogkreeftjessoort uit de familie van de Lucicutiidae. De wetenschappelijke naam van de soort is voor het eerst geldig gepubliceerd in 1966 door Hulsemann.